# 28º Congresso degli Stati Uniti d'America
Il 28º Congresso degli Stati Uniti d'America, formato dal Senato e dalla Camera dei rappresentanti, si è riunito a Washington presso il Campidoglio dal 4 marzo 1843 al 4 marzo 1845, durante il terzo e il quarto anno di carica del presidente John Tyler. Ha visto la maggioranza del Senato rimanere al Partito Whig, mentre alla Camera la maggioranza è andata al Partito Democratico.
Questo Congresso ha visto una riduzione del numero dei seggi rispetto al Congresso precedente. Questa riduzione e la ripartizione dei seggi tra gli Stati è stata realizzata sulla base dei risultati del censimento del 1840.

## Contesto ed eventi importanti
Il dominio di entrambi i rami del Congresso del Partito Whig è durato appena una legislatura: già in questo 28º Congresso i Democratici riconquistano la maggioranza alla Camera dei rappresentanti. Al centro dei lavori del Congresso è soprattutto la questione texana. Il Texas aveva dichiarato la sua indipendenza dal Messico il 2 marzo 1836, a seguito della quale iniziò un movimento di immigrazione di massa dagli Stati Uniti verso la nuova repubblica, bisognosa di manodopera e di capitali per rendere effettiva la sua indipendenza. La neonata repubblica, però, era anche bisognosa di protezione da parte di eventuali incursioni future messicane nel proprio territorio. Ecco perché, fin da subito, la repubblica del Texas ha cercato l'appoggio degli Stati Uniti chiedendo la propria ammissione all'Unione. Tuttavia, durante il processo di migrazione (ma anche in precedenza, durante sia il dominio spagnolo che messicano) si era diffuso l'utilizzo di manodopera servile, e ciò aveva convinto in una prima fase le leadership sia del Whig che del Partito Democratico ad opporsi all'annessione del Texas: il territorio texano era talmente enorme che poteva dare vita alla formazione di più stati schiavisti e ciò avrebbe alterato irreparabilmente gli equilibri (già precari) del Congresso. Quindi, non vedendo spiragli a Washington, il presidente texano Houston comincia a intavolare trattative con lo stesso Messico per assicurarsi il riconoscimento ufficiale, grazie anche alla mediazione interessata della Gran Bretagna, desiderosa di indebolire la posizione statunitense nel continente.
A dare una svolta alla questione texana e ai lavori del parlamento è la posizione assunta dal presidente John Tyler (candidato come indipendente per le imminenti elezioni presidenziali), convinto dai suoi consiglieri che l'annessione del Texas sarebbe stata vista con favore dagli elettori statunitensi. Volendo allo stesso tempo sabotare la posizione abolizionista britannica (che avrebbe provocato una delegittimazione della schiavitù negli Stati Uniti), Tyler ordina di riaprire un dialogo segreto con la repubblica texana e nell'aprile del 1844 viene concluso un accordo sull'annessione. Ormai la questione è diventata di dominio pubblico e si trasforma nel tema nevralgico della campagna elettorale per le presidenziali del 1844. Il Partito Democratico nega la candidatura a Martin Van Buren (contrario all'annessione del Texas) e riversa le proprie speranze su un politico di secondo piano del partito, James K. Polk, il quale fin da subito si è dichiaratamente esposto a favore dell'annessione texana (vista da lui come la salvezza dell'integrità dell'Unione). Polk vince le elezioni diventando il nuovo presidente e la strada per l'annessione si spalanca definitivamente: poco prima dell'inizio del suo incarico ufficiale, il Congresso approva una risoluzione che accorda al Texas la qualità di Stato dell'Unione dove la schiavitù è consentita. Con l'annessione, tuttavia, gli Stati Uniti ereditano la disputa sul confine che il Messico aveva con la repubblica texana, ponendo le basi per un futuro conflitto.
Oltre alla fissazione definitiva dell'election day statunitense, stabilito nel primo martedì di ogni novembre dell'anno elettorale, il Congresso abroga la gag rule che vieta la presentazione di qualunque petizione di natura abolizionista: una vittoria per l'ex-presidente e rappresentante del Massachusetts John Quincy Adams, che da diversi anni si batte in tal senso. Inoltre, durante questo Congresso, per la prima volta si approva una legge nonostante l'opposizione del veto presidenziale, il cosiddetto overruling nel lessico politico statunitense (ovvero una nuova votazione sullo stesso disegno di legge, ma con una maggioranza qualificata di due terzi). Ciò avvenuto in occasione dell'approvazione di una legge che obbligava il governo federale a stanziare i fondi necessari prima di ordinare la costruzione di nuove navi destinate a qualsiasi agenzia federale.

### Cronologia
- 8 maggio 1843 - Il Segretario di Stato Daniel Webster si dimette, esprimendo il suo disaccordo con la posizione del presidente John Tyler, favorevole all'annessione del Texas.
- 22 maggio 1843 - Una carovana di mille coloni parte dal Missouri diretta ad insediarsi nell'Oregon. Vi arriveranno in ottobre.
- giugno 1843 - A New York nasce il Partito Repubblicano Americano. È un movimento xenofobo di protesta contro le ondate migratorie europee (soprattutto irlandesi e tedeschi) di religione cattolica. Il movimento politico si candiderà nelle elezioni municipali di New York e Philadelphia, ma arriverà alla ribalta nazionale nel 1845 organizzando una sua convention nazionale e cambiando il suo nome in Native American Party, meglio noto con il nome di "Know Nothing".
- 15 giugno 1843 - La Repubblica del Texas e il Messico concordano un cessate il fuoco.
- 5 luglio 1843 - I coloni dell'Oregon si riuniscono a Champoeg allo scopo di stabilire un loro governo provvisorio in attesa della formale accettazione all'Unione. Durante l'assemblea adottano una costituzione statale sul modello di quella del Territorio dell'Iowa.
- 26 luglio 1843 - La marina britannica ristabilisce l'ordine sulle isole Hawaii deponendo il dittatore dell'isola, il britannico Lord George Paulet, e rimettendo sul trono il re Kamehameha III.
- 14 agosto 1843 - Si conclude la seconda guerra Seminole.
- 22 agosto 1843 - In occasione dell'annuale riunione degli abolizionisti a Buffalo, il predicatore afroamericano Henry Highland Garnett infiamma l'uditorio con un discorso in cui promuove una vera e propria rivolta afroamericana. Garnett è sostenitore da tempo del ritorno in Africa degli schiavi liberati, posizione che poi abbandonerà una volta scoppiata la Guerra civile.
- 23 agosto 1843 - Il generale e presidente-dittatore messicano, Antonio López de Santa Anna, dichiara che qualsiasi tentativo di annessione da parte statunitense del Texas sarà considerato un attacco alla sovranità messicana. Il governo del presidente Tyler è costretto ormai a interessarsi alla questione texana, anche perché aumenta l'influenza europea sull'area (dopo il riconoscimento politico della Repubblica texana da parte di Francia e Gran Bretagna).
- 30-31 agosto 1843 - Il Liberty Party si riunisce a Buffalo per la sua convention nazionale e nomina come suoi candidati alle future presidenziali gli abolizionisti James G. Birney (Michigan) e Thomas Morris (Ohio) alla vicepresidenza.
- 16 ottobre 1843 - Il Segretario di Stato Abel P. Upshur informa l'ambasciatore texano a Washington, Isaac Van Zandt, che gli Stati Uniti sono interessati ad ammettere il Texas come Stato dell'Unione. Informato della decisione statunitense, il presidente texano Sam Houston rifiuta la proposta avendo timore che gli venga meno il sostegno economico e commerciale della Gran Bretagna, oltre che la proposta di annessione venga rigettato al Senato dai rappresentanti Whig degli stati del Nord.
- 15 febbraio 1844 - Il capo della comunità mormone Joseph Smith annuncia ufficialmente la sua candidatura alla presidenza e inizia l'organizzazione per un suo viaggio per tutto il paese per propagandare la sua candidatura e la religione mormone.
- 23 febbraio 1844 - Ad Oxford (Mississippi) nasce l'Università del Mississippi.
- 28 febbraio 1844 - Durante una dimostrazione navale, un cannone della USS Princeton esplode. Fra le vittime ci sono il Segretario di Stato Abel P. Upshur e il Segretario della marina Thomas W. Gilmer.
- 6 marzo 1844 - Dopo la morte di Upshur, il nuovo Segretario di Stato è John C. Calhoun.
- 22 marzo 1844 - Sul Richmond Enquirer viene pubblicata una lettera aperta di Andrew Jackson in cui l'ex-presidente si dichiara a favore dell'annessione del Texas.
- 12 aprile 1844 - Il nuovo Segretario di Stato John C. Calhoun, appena insediato nella sua carica, è subito impegnato nelle trattative con l'ambasciatore texano a Washington. Entrambi chiudono un accordo per l'annessione del Texas, ma non subito come Stato. Il Texas entrerà a far parte degli Stati Uniti come Territorio.
- 22 aprile 1844 - Al Senato viene presentato un disegno di legge (elaborato dal Segretario di Stato John C. Calhoun) nel quale si propone l'annessione del Texas. Il testo, che viene presentato dallo stesso presidente Tyler, prevede che il debito pubblico della repubblica texana (ammontante a 10 milioni di dollari) venga rilevato dalle casse statunitensi. Tyler richiede che l'annessione venga subito approvata, in modo da non permettere alla Gran Bretagna di interferire in questa fase delicata.
- 1º maggio 1844 - A Baltimora si tiene la convention nazionale del Partito Whig. Ad ottenere la candidatura per il partito è il vecchio leader Henry Clay, accompagnato dall'ex senatore del New Jersey Theodore Frelinghuysen. Il trauma della cacciata dal partito del presidente John Tyler non è ancora superato, tuttavia il partito si unisce attorno alla figura favorevole allo schiavismo di Clay, l'unico che possa garantire l'unità del partito in un momento molto delicato. La futura annessione del Texas (che sarebbe un nuovo Stato schiavista, alterando l'equilibrio dell'Unione al Congresso) è un tema che non viene affrontato dal partito.
- 6 maggio 1844 - A Philadelphia scoppia una serie di disordini fra comunità cattolica irlandese e protestati xenofobi che si protrarranno fino agli inizi di luglio, provocando almeno venti morti. È l'ennesimo segnale della forte presenza nelle città della costa atlantica di un'opinione pubblica fortemente ostile all'immigrazione straniera.
- 24 maggio 1844 - Samuel Morse riesce con successo ad inviare un messaggio con il suo telegrafo dalla sede della Corte suprema degli Stati Uniti a Washington fino alla stazione ferroviaria di Mount Claire, a Baltimora.
- 27-29 maggio 1844 - A Baltimora si tiene la convention nazionale del Partito Democratico. Anche in questo caso è la questione texana ad essere al centro del dibattito, dopo la proposta di annessione presentata da Tyler che porterebbe un nuovo Stato schiavista nell'Unione, alterando gli equilibri (già precari) al Congresso. Ad emergere a sorpresa, battendo l'ex presidente Martin Van Buren, è la candidatura di James K. Polk, ex governatore del Tennessee e speaker della Camera dei rappresentanti, il quale si dichiara a favore dell'annessione del Texas e anche dei contesi territori dell'Oregon (questione spinosa, rimasta aperta con il Canada, e quindi con la Gran Bretagna). Alla vicepresidenza ottiene la candidatura un avvocato della Pennsylvania, George M. Dallas.
- 8 giugno 1844 - Il progetto di legge per l'annessione del Texas viene pesantemente bocciato dal Senato con il voto di 36 contrari e 16 a favore. A vincere è la paura di una spaccatura decisiva tra stati del Nord e del Sud sulla questione della schiavitù, dato che il Texas si unirebbe a questi ultimi sbilanciando tutto l'assetto politico del Congresso. Non essendo raggiunta la maggioranza qualificata di due terzi richiesta per l'annessione, il presidente Tyler comincia a fare pressioni per far passare una risoluzione che preveda la riduzione della maggioranza richiesta per l'annessione del Texas.
- 27 giugno 1844 - Il leader mormone Joseph Smith viene ucciso insieme a suo fratello Hyrum Smith a Carthage, in Illinois. Joseph Smith, sindaco della piccola comunità mormone di Nauvoo (Indiana) aveva ordinato al chiusura di un giornale anti-mormone che lo aveva accusato di praticare la poligamia nonché di assumere una carica monarchica a carattere teocratico nella comunità. Accuse pesantissime a cui aveva risposto chiudendo il giornale e proclamando la corte marziale. Accusati di sedizione, i due fratelli Smith si erano volontariamente consegnati alle autorità della contea, a Carthage, per essere processati. Una volta in carcere, in attesa di essere processati, i due sono stati assaliti da un gruppo di persone che li ha freddati a colpi di pistola.
- 3 luglio 1844 - Gli Stati Uniti concludono il trattato di Wanghia con l'Impero cinese. Gli Stati Uniti ottengono l'apertura di cinque porti nonché la possibilità per i cittadini statunitensi di lavorare in territorio cinese.
- 13 agosto 1844 - Lo Stato del New Jersey approva una nuova costituzione statale nella quale elimina il requisito della proprietà di un terreno per esercitare il diritto di voto, oltre che introdurre l'elezione diretta del governatore. Rimane l'esclusione delle donne dal diritto di voto.
- 20 agosto 1844 - John Tyler, che ha ottenuto da una fazione marginale del Partito Democratico, annuncia il suo ritiro dalla corsa presidenziale. Tyler è il primo presidente della storia degli Stati Uniti a rinunciare alla candidatura per un secondo mandato.
- 1º novembre 1844 - Ad Iowa City, nel Territorio dell'Iowa, si tiene un'assemblea che approva una nuova costituzione per accelerare la sua ammissione come Stato dell'Unione.
- 3 dicembre 1844 - Con un voto di 108 a favore e 80 contrari, viene approvata la mozione di John Quincy Adams che abolisce la gag rule che vietava la presentazione di qualunque petizione abolizionista. Lo stesso giorno John Tyler tiene un discorso di fronte al Congresso riunito collegialmente dove richiede formalmente che il Congresso approvi l'annessione del Texas con una risoluzione congiunta, invece che con la ratifica di un trattato. La proposta di Tyler è giustificata dal fatto che la risoluzione richiede una maggioranza semplice, piuttosto che quella qualificata di due terzi.
- 1º novembre 1844 - Si tengono le elezioni presidenziali. Il candidato del Partito Democratico James K. Polk ottiene più voti popolari battendo Henry Clay del Partito Whig. Polk (considerato un candidato di secondo piano rispetto al suo avversario) ottiene la vittoria grazie ad un programma bellicoso a favore dell'annessione del Texas e dell'Oregon, come anche della California. A risultare fatale per Clay sono anche i quasi 16.000 voti che il candidato abolizionista del Liberty Party, James G. Birney, ottiene nello Stato di New York (che pesano ben 71 voti presso il collegio elettorale).
- 4 dicembre 1844 - A Washington si riunisce il Collegio elettorale, dove James K. Polk conferma la sua vittoria con il voto popolare. Ottenendo 170 voti a suo favore Polk diventa dunque il 10º presidente della storia degli Stati Uniti.
- 12 dicembre 1844 - Sam Houston si dimette dalla presidenza del Texas, che passa ad Anson Jones.
- 23 gennaio 1845 - Il Congresso approva una legge che stabilisce il giorno in cui si dovranno tenere le quadriennali elezioni presidenziali. Il giorno scelto è il primo martedì del mese di novembre dell'anno elettorale.
- 25 gennaio 1845 - Con 120 favorevoli e 98 contrari, la Camera dei rappresentanti approva l'annessione del Texas, votando su un disegno di legge che consente largamente la schiavitù nel nuovo territorio.
- 3 febbraio 1845 - La Camera dei rappresentanti approva un disegno di legge che stabilisce la forma di governo da attuare nel nuovo Territorio dell'Oregon, includendo al suo interno anche la fascia di territorio contesa con la Gran Bretagna. Il disegno approvato alla Camera non prevede alcuna norma che limiti la protezione legale dell'istituto della schiavitù, il che diminuisce di molto le possibilità che passi al Senato.
- 27 febbraio 1845 - Il Senato approva l'annessione del Texas con una maggioranza strettissima (27-25), ottenuta grazie al sostegno di alcuni senatori Whig degli Stati del Sud. L'approvazione è dovuta in parte alle piccole modifiche al progetto di legge apportate dal senatore Thomas H. Benton.
- 2 marzo - Il presidente John Tyler firma la risoluzione che approva l'annessione del Texas non come territorio (come stabilito in precedenza) bensì come Stato. È la prima volta che il Congresso approva un'annessione di nuovo territorio senza una maggioranza qualificata attraverso lo strumento della risoluzione: un modello operativo che riutilizzerà per le acquisizioni territoriali future.
- 3 marzo 1845 - La Florida viene ammessa come 27º Stato dell'Unione. In Florida è ammessa la schiavitù per controbilanciare il divieto nell'Iowa, di cui si prevede anche per questo territorio l'ammissione all'Unione come Stato.

## Atti legislativi più importanti
- 23 gennaio 1845 - Presidential Election Day Act, 5 Stat. 721, ch. 1 (An Act to establish a uniform time for holding elections of President and Vice President in all the States of the Union) - La legge stabilisce per legge il giorno in cui ogni quattro anni si terranno le elezioni presidenziali: il giorno individuato è il primo martedì dell'ultimo novembre.

## Trattati
3 luglio 1844 - Con il trattato di Wanghia, gli Stati Uniti ottengono l'apertura al commercio di cinque porti cinesi e la possibilità per i suoi cittadini di lavorare (con uno speciale permesso) in territorio cinese.

## Stati ammessi
- 1º marzo 1845: 5 Stat. 797, J.R. 8 (Joint Resolution for annexing Texas to the United States) - La risoluzione stabilisce l'annessione del Texas (verrà ufficialmente ammesso durante il 29º Congresso)
- 3 marzo 1845: 5 Stat. 742, ch. 48 (An Act for the admission of the State of Iowa and Florida into the Union)  La Florida e lo Iowa viene ammessa come 27º Stato dell'Unione.

## Partiti

### Senato
Durante questo Congresso sono stati aggiunti due seggi per il nuovo Stato della Florida
|                             | Partiti            | Partiti  | Partiti | Totali | Vacanti |
| --------------------------- | ------------------ | -------- | ------- | ------ | ------- |
|                             |                    |          |         | Totali | Vacanti |
| Democratico (D)             | Law and Order (LO) | Whig (W) |         | Totali | Vacanti |
| Congresso precedente        | 20                 | 0        | 29      | 49     | 3       |
|                             |                    |          |         |        |         |
| Inizio                      | 22                 | 0        | 27      | 49     | 3       |
| Fine                        | 23                 | 1        | 27      | 51     | 3       |
| % Fine                      | 45,1%              | 2,0%     | 52,9%   |        |         |
|                             |                    |          |         |        |         |
| Inizio Congresso successivo | 26                 | 0        | 24      | 50     | 4       |

### Camera dei rappresentanti
Con il Riapportionment Act del 1842 il Congresso ha diminuito il numero di seggi alla Camera dei rappresentanti da 242 a 223, ripartendoli tra gli stati secondo i risultati del censimento del 1840. Inoltre, durante questo Congresso è stato aggiunto un seggio per lo Stato della Florida.
|                             | Partiti                 | Partiti            | Partiti  | Partiti          | Partiti | Partiti | Totali | Vacanti |
| --------------------------- | ----------------------- | ------------------ | -------- | ---------------- | ------- | ------- | ------ | ------- |
|                             |                         |                    |          |                  |         |         | Totali | Vacanti |
| Democratico (D)             | Indip. Democratici (ID) | Law and Order (LO) | Whig (W) | Indip. Whig (IW) | Altri   |         | Totali | Vacanti |
| Congresso precedente        | 100                     | 1                  | 0        | 139              | 0       | 0       | 240    | 1       |
|                             |                         |                    |          |                  |         |         |        |         |
| Inizio                      | 147                     | 1                  | 2        | 72               | 1       | 0       | 223    | 0       |
| Fine                        | 141                     | 1                  | 2        | 78               | 1       | 0       | 223    | 1       |
| % Fine                      | 63,2%                   | 0,4%               | 0,9%     | 35,0%            | 0,4%    | 0,0%    |        |         |
|                             |                         |                    |          |                  |         |         |        |         |
| Inizio Congresso successivo | 138                     | 0                  | 0        | 78               | 0       | 6       | 222    | 2       |

## Leadership

### Senato
- Presidente: carica vacante
- Presidente pro tempore: Willie P. Mangum (W)

### Camera dei rappresentanti
- Speaker: John W. Jones (W)

## Membri

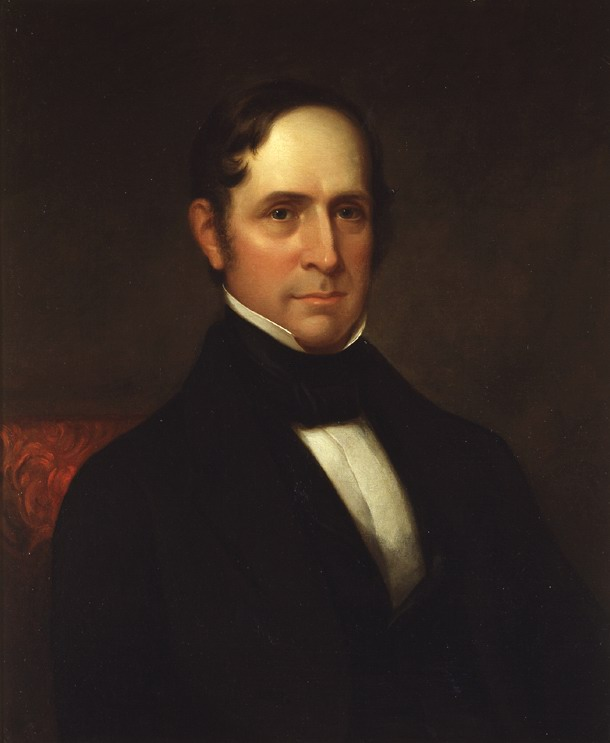
Il presidente pro tempore del Senato (1842-1843) Willie P. Mangum (W).

### Senato
I senatori sono stati eletti ogni due anni, dove ad ogni Congresso soltanto un terzo di esso viene rinnovato. Prima del nome di ogni senatore viene indicata la "classe", ovvero il ciclo di elezioni in cui è stato eletto. In questo 28º Congresso i senatori di classe 1 erano in scadenza.
Alabama
- 2. William R. King (D), fino al 15 aprile 1844
  - Dixon H. Lewis (D), dal 22 aprile 1844
- 3. Arthur P. Bagby (D)

Arkansas
- 2. William S. Fulton (D), fino al 15 agosto 1844
  - Chester Ashley (D), dall'8 novembre 1844
- 3. Ambrose H. Sevier (D)

Carolina del Nord
- 2. Willie P. Mangum (W)
- 3. William H. Haywood, Jr. (D)

Carolina del Sud
- 2. Daniel E. Huger (D), fino al 3 marzo 1845
  - seggio vacante, dal 3 marzo 1845
- 3. George McDuffie (D)

Connecticut
- 1. Jabez W. Huntington (W)
- 3. John M. Niles (D)

Delaware
- 1. Richard H. Bayard (W)
- 2. Thomas Clayton (W)

Florida
- seggio vacante, dal 3 marzo 1845
- seggio vacante, dal 3 marzo 1845

Georgia
- 2. John M. Berrien (W)
- 3. Walter T. Colquitt (D)

Illinois
- 2. Samuel McRoberts (D), fino al 27 marzo 1843
  - James Semple, (D), dal 4 dicembre 1843
- 3. Sidney Breese (D)

Indiana
- 1. Albert S. White (W)
- 3. Edward A. Hannegan (D)

Kentucky
- 2. James T. Morehead (W)
- 3. John J. Crittenden (W)

Louisiana
- 2. Alexander Barrow (W)
- 3. Alexander Porter (W), fino al 13 gennaio 1844
  - Henry Johnson (W), dal 12 febbraio 1844

Maine
- 1. seggio vacante, fino al 4 dicembre 1843
  - John Fairfield (D), dal 4 dicembre 1843
- 2. George Evans (W)

Maryland
- 1. William D. Merrick (W)
- 3. James A. Pearce (W)

Massachusetts
- 1. Rufus Choate (W)
- 2. Isaac C. Bates (W)

Michigan
- 1. Augustus S. Porter (W)
- 2. William Woodbridge (W)

Mississippi
- 1. John Henderson (W)
- 2. Robert J. Walker (D)

Missouri
- 1. Thomas H. Benton (D)
- 3. Lewis F. Linn (D), fino al 3 ottobre 1843
  - David R. Atchison (D), dal 14 ottobre 1843

New Hampshire
- 2. Levi Woodbury (D)
- 3. Charles G. Atherton (D)

New Jersey
- 1. William L. Dayton (W)
- 2. Jacob W. Miller (W)

New York
- 1. Nathaniel P. Tallmadge (D), fino al 17 giugno 1844
  - Daniel S. Dickinson (D), dal 30 novembre 1844
- 3. Silas Wright, Jr. (D), dal 26 novembre 1844
  - Henry A. Foster (D), dal 30 novembre 1844 al 27 gennaio 1845
  - John A. Dix (D), dal 27 gennaio 1845

Ohio
- 1. Benjamin Tappan (D)
- 3. William Allen (D)

Pennsylvania
- 1. Daniel Sturgeon (D)
- 3. James Buchanan (D)

Rhode Island
- 1. William Sprague (W), fino al 17 gennaio 1844
  - John B. Francis (LO), dal 25 gennaio 1844
- 2. James F. Simmons (W)

Tennessee
- 1. seggio vacante, fino al 17 ottobre 1843
  - Ephraim H. Foster (W), dal 17 ottobre 1843
- 2. seggio vacante, fino al 17 ottobre 1843
  - Spencer Jarnagin (W), dal 17 ottobre 1843

Vermont
- 1. Samuel S. Phelps (W)
- 3. William Upham (W)

Virginia
- 1. William C. Rives (W)
- 2. William S. Archer (W)

### Camera dei rappresentanti

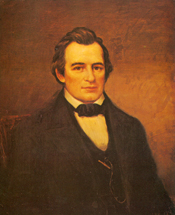
Lo speaker della Camera dei rappresentanti John W. Jones (D).

Nell'elenco, prima del nome del membro, viene indicato il distretto elettorale di provenienza o se quel membro è stato eletto in un collegio unico (at large).
Alabama
- 1. James Dellet (W)
- 2. James E. Belser (D)
- 3. Dixon H. Lewis (D), fino al 22 aprile 1844
  - William L. Yancey (D), dal 2 dicembre 1844
- 4. William W. Payne (D)
- 5. George S. Houston (D)
- 6. Reuben Chapman (D)
- 7. Felix G. McConnell (D)

Arkansas
- At-large. Edward Cross (D)

Carolina del Nord
- 1. Thomas L. Clingman (W)
- 2. Daniel M. Barringer (W)
- 3. David S. Reid (D)
- 4. Edmund Deberry (W)
- 5. Romulus M. Saunders (D)
- 6. James I. McKay (D)
- 7. John R.J. Daniel (D)
- 8. Archibald H. Arrington (D)
- 9. Kenneth Rayner (W)

Carolina del Sud
- 1. James A. Black (D)
- 2. Richard F. Simpson (D)
- 3. Joseph A. Woodward (D)
- 4. John Campbell (N)
- 5. Armistead Burt (D)
- 6. Isaac E. Holmes (D)
- 7. Robert Rhett (D)
- 8. Thomas D.L. Sumter (D)
- 9. Patrick C. Caldwell (D)

Connecticut
- 1. Thomas H. Seymour (D)
- 2. John Stewart (D)
- 3. George S. Catlin (D)
- 4. Samuel Simons (D)

Delaware
- At-large. George B. Rodney (W)

Florida
- seggio vacante, dal 3 marzo 1845

Georgia
- At-large. Edward J. Black (D)
- At-large. Howell Cobb (D)
- At-large. Mark A. Cooper (D), fino al 26 giugno 1843
  - Alexander H. Stephens (W), dal 2 ottobre 1843
- At-large. Hugh A. Haralson (D)
- At-large. John B. Lamar (D), fino al 29 luglio 1843
  - Absalom H. Chappell (W), dal 2 ottobre 1843
- At-large. John H. Lumpkin (D)
- At-large. John Millen (D), fino al 15 ottobre 1843
  - Duncan L. Clinch (W), dal 15 febbraio 1844
- At-large. William H. Stiles (D)

Illinois
- 1. Robert Smith (D)
- 2. John A. McClernand (D)
- 3. Orlando B. Ficklin (D)
- 4. John Wentworth (D)
- 5. Stephen A. Douglas (D)
- 6. Joseph P. Hoge (D)
- 7. John J. Hardin (W)

Indiana
- 1. Robert D. Owen (D)
- 2. Thomas J. Henley (D)
- 3. Thomas Smith (D)
- 4. Caleb B. Smith (W)
- 5. William J. Brown (D)
- 6. John W. Davis (D)
- 7. Joseph A. Wright (D)
- 8. John Pettit (D)
- 9. Samuel C. Sample (W)
- 10. Andrew Kennedy (D)

Kentucky
- 1. Linn Boyd (D)
- 2. Willis Green (W)
- 3. Henry Grider (W)
- 4. George A. Caldwell (D)
- 5. James W. Stone (D)
- 6. John White (W)
- 7. William P. Thomasson (W)
- 8. Garrett Davis (W)
- 9. Richard French (D)
- 10. John W. Tibbatts (D)

Louisiana
- 1. John Slidell (D)
- 2. Alcée L. La Branche (D)
- 3. John B. Dawson (D)
- 4. Pierre E.J.B. Bossier (D), fino al 24 aprile 1844
  - Isaac E. Morse (D), dal 2 dicembre 1844

Maine
- 1. Joshua Herrick (D)
- 2. Robert P. Dunlap (D)
- 3. Luther Severance (W)
- 4. Freeman H. Morse (W)
- 5. Benjamin White (D)
- 6. Hannibal Hamlin (D)
- 7. Shepard Cary (D)

Maryland
- 1. John M.S. Causin (W)
- 2. Francis Brengle (W)
- 3. John Wethered (W)
- 4. John P. Kennedy (W)
- 5. Jacob A. Preston (W)
- 6. Thomas A. Spence (W)

Massachusetts
- 1. Robert C. Winthrop (W)
- 2. Daniel P. King (W)
- 3. Amos Abbott (W)
- 4. William Parmenter (D)
- 5. Charles Hudson (W)
- 6. Osmyn Baker (W)
- 7. Julius Rockwell (W)
- 8. John Quincy Adams (W)
- 9. Henry Williams (D)
- 10. Barker Burnell (W), fino al 15 giugno 1843
  - Joseph Grinnell (W), dal 7 dicembre 1843

Michigan
- 1. Robert McClelland (D)
- 2. Lucius Lyon (D)
- 3. James B. Hunt (D)

Mississippi
- At-large. William H. Hammett (D)
- At-large. Robert W. Roberts (D)
- At-large. Jacob Thompson (D)
- At-large. Tilghman M. Tucker (D)

Missouri
- At-large. Gustavus M. Bower (D)
- At-large. James B. Bowlin (D)
- At-large. James M. Hughes (D)
- At-large. John Jameson (D)
- At-large. James H. Relfe (D)

New Hampshire
- At-large. Edmund Burke (D)
- At-large. John P. Hale (D)
- At-large. Moses Norris, Jr. (D)
- At-large. John R. Reding (D)

New Jersey
- 1. Lucius Q.C. Elmer (D)
- 2. George Sykes (D)
- 3. Isaac G. Farlee (D)
- 4. Littleton Kirkpatrick (D)
- 5. William Wright (IW)

New York
- 1. Selah B. Strong (D)
- 2. Henry C. Murphy (D)
- 3. J. Phillips Phoenix (W)
- 4. William B. Maclay (D)
- 5. Moses G. Leonard (D)
- 6. Hamilton Fish (W)
- 7. Joseph H. Anderson (D)
- 8. Richard D. Davis (D)
- 9. James G. Clinton (D)
- 10. Jeremiah Russell (D)
- 11. Zadock Pratt (D)
- 12. David L. Seymour (D)
- 13. Daniel D. Barnard (W)
- 14. Charles Rogers (W)
- 15. Lemuel Stetson (D)
- 16. Chesselden Ellis (D)
- 17. Charles S. Benton (D)
- 18. Preston King (D)
- 19. Orville Hungerford (D)
- 20. Samuel Beardsley (D), fino al 29 febbraio 1844
  - Levi D. Carpenter (D), dal 5 novembre 1844
- 21. Jeremiah E. Cary (D)
- 22. Smith M. Purdy (D)
- 23. Orville Robinson (D)
- 24. Horace Wheaton (D)
- 25. George O. Rathbun (D)
- 26. Amasa Dana (D)
- 27. Byram Green (D)
- 28. Thomas J. Paterson (W)
- 29. Charles H. Carroll (W)
- 30. William S. Hubbell (D)
- 31. Asher Tyler (W)
- 32. William A. Moseley (W)
- 33. Albert Smith (W)
- 34. Washington Hunt (W)

Ohio
- 1. Alexander Duncan (D)
- 2. John B. Weller (D)
- 3. Robert C. Schenck (W)
- 4. Joseph Vance (W)
- 5. Emery D. Potter (D)
- 6. Henry St. John (D)
- 7. Joseph J. McDowell (D)
- 8. John I. Vanmeter (W)
- 9. Elias Florence (W)
- 10. Heman A. Moore (D), fino al 3 aprile 1844
  - Alfred P. Stone (D), dall'8 ottobre 1844
- 11. Jacob Brinkerhoff (D)
- 12. Samuel F. Vinton (W)
- 13. Perley B. Johnson (W)
- 14. Alexander Harper (W)
- 15. Joseph Morris (D)
- 16. James Mathews (D)
- 17. William C. McCauslen (D)
- 18. Ezra Dean (D)
- 19. Daniel R. Tilden (W)
- 20. Joshua R. Giddings (W)
- 21. Henry R. Brinkerhoff (D), fino al 30 aprile 1844
  - Edward S. Hamlin (W), dall'8 ottobre 1844

Pennsylvania
- 1. Edward J. Morris (W)
- 2. Joseph R. Ingersoll (W)
- 3. John T. Smith (D)
- 4. Charles J. Ingersoll (D)
- 5. Jacob S. Yost (D)
- 6. Michael H. Jenks (W)
- 7. Abraham R. McIlvaine (W)
- 8. Jeremiah Brown (W)
- 9. John Ritter (D)
- 10. Richard Brodhead (D)
- 11. Benjamin A. Bidlack (D)
- 12. Almon H. Read (D), fino al 3 giugno 1844
  - George Fuller (D), dal 2 dicembre 1844
- 13. Henry C. Frick (W), fino al 1º marzo 1844
  - James Pollock (W), dal 5 aprile 1844
- 14. Alexander Ramsey (W)
- 15. Henry Nes (ID)
- 16. James Black (D)
- 17. James Irvin (W)
- 18. Andrew Stewart (W)
- 19. Henry D. Foster (D)
- 20. John Dickey (W)
- 21. William Wilkins (D), fino al 14 febbraio 1844
  - Cornelius Darragh (W), dal 26 marzo 1844
- 22. Samuel Hays (D)
- 23. Charles M. Reed (W)
- 24. Joseph Buffington (W)

Rhode Island
- 1. Henry Y. Cranston (LO)
- 2. Elisha R. Potter (LO)

Tennessee
- 1. Andrew Johnson (D)
- 2. William T. Senter (W)
- 3. Julius W. Blackwell (D)
- 4. Alvan Cullom (D)
- 5. George W. Jones (D)
- 6. Aaron V. Brown (D)
- 7. David W. Dickinson (W)
- 8. Joseph H. Peyton (W)
- 9. Cave Johnson (D)
- 10. John B. Ashe (W)
- 11. Milton Brown (W)

Vermont
- 1. Solomon Foot (W)
- 2. Jacob Collamer (W)
- 3. George P. Marsh (W)
- 4. Paul Dillingham, Jr. (D)

Virginia
- 1. Archibald Atkinson (D)
- 2. George C. Dromgoole (D)
- 3. Walter Coles (D)
- 4. Edmund W. Hubard (D)
- 5. Thomas W. Gilmer (W), fino al 16 febbraio 1844
  - William L. Goggin (W), dal 25 aprile 1844
- 6. John W. Jones (D)
- 7. Henry A. Wise (D), fino al 12 febbraio 1844
  - Thomas H. Bayly (D), dal 6 maggio 1844
- 8. Willoughby Newton (W)
- 9. Samuel Chilton (W)
- 10. William Lucas (D)
- 11. William Taylor (D)
- 12. Augustus A. Chapman (D)
- 13. George W. Hopkins (D)
- 14. George W. Summers (W)
- 15. Lewis Steenrod (D)

#### Membri non votanti
Territorio della Florida
- David L. Yulee (D), fino al 3 marzo 1845

Territorio dell'Iowa
- Augustus C. Dodge (D)

Territorio del Wisconsin
- Henry Dodge (D)

## Cambiamenti nella rappresentanza

### Senato
| Stato (classe)       | Membro precedente          | Ragione del cambiamento | Successore              | Data della successione       |
| -------------------- | -------------------------- | --- | ----------------------- | ---------------------------- |
| Tennessee (1)        | Seggio vacante             | Il senatore Alfred O.P. Nicholson (D) si è dimesso durante il precedente Congresso. Si sono indette nuove elezioni. | Ephraim H. Foster (W)   | Eletto il 17 ottobre 1843    |
| Tennessee (2)        | Seggio vacante             | Il Tennessee non è riuscito ad eleggere il senatore prima dell'inizio dei lavori di questo Congresso. | Spencer Jarnagin (W)    | Eletto il 17 ottobre 1843    |
| Maine (1)            | Seggio vacante             | Il senatore Reuel Williams (D) si è dimesso durante il precedente Congresso. Si sono indette nuove elezioni. | John Fairfield (D)      | Eletto il 4 dicembre 1843    |
| Louisiana (3)        | Alexander Porter (W)       | Porter è risultato eletto ma non ha mai preso possesso del suo seggio al Senato per motivi di salute, per poi spirare il 13 gennaio 1844. Sono state indette nuove elezioni.                                              | Henry Johnson (W)       | Eletto il 12 febbraio 1844   |
| Illinois (2)         | Samuel McRoberts (D)       | McRoberts è deceduto il 27 marzo 1843. Il successore è nominato ad interim fino alle elezioni suppletive, nelle quali è risultato vincitore del seggio.                                                                   | James Semple, (D)       | Insediato il 4 dicembre 1843 |
| Missouri (3)         | Lewis F. Linn (D)          | Linn è deceduto il 3 ottobre 1843. Il successore è nominato ad interim fino alle elezioni suppletive, nelle quali è risultato vincitore del seggio.                                                                       | David R. Atchison (D)   | Insediato il 14 ottobre 1843 |
| Rhode Island (1)     | William Sprague (W)        | Sprague si è dimesso il 17 gennaio 1844. Sono state indette nuove elezioni. | John B. Francis (LO)    | Insediato il 25 gennaio 1844 |
| Alabama (2)          | William R. King (D)        | King si è dimesso il 15 aprile 1844, dopo essere nominato ambasciatore in Francia. Lewis è nominato come successore fino alla scadenza del mandato.                                                                       | Dixon H. Lewis (D)      | Insediato il 22 aprile 1844  |
| New York (1)         | Nathaniel P. Tallmadge (D) | Tallmadge si è dimesso il 17 giugno 1844, dopo essere nominato governatore del Territorio del Wisconsin. Il successore è nominato ad interim fino alle elezioni suppletive, nelle quali è risultato vincitore del seggio. | Daniel S. Dickinson (D) | Insediato il 9 dicembre 1844 |
| Arkansas (2)         | William S. Fulton (D)      | Fulton è deceduto il 15 agosto 1844. Sono state indette nuove elezioni. | Chester Ashley (D)      | Insediato l'8 novembre 1844  |
| New York (3)         | Silas Wright, Jr. (D)      | Wright, Jr. si è dimesso il 26 novembre 1844, dopo essere nominato governatore dello Stato di New York. È nominato un successore ad interim                                                                               | Henry A. Foster (D)     | Insediato il 9 dicembre 1844 |
| New York (3)         | Henry A. Foster (D)        | Foster ha perso le elezioni suppletive. | John A. Dix (D)         | Insediato il 27 gennaio 1845 |
| Carolina del Sud (2) | Daniel E. Huger (D)        | Huger si è dimesso il 3 marzo 1845. | Seggio vacante          |                              |
| Florida (1)          | Nuovo seggio               | La Florida è stata ammessa come nuovo Stato dell'Unione il 3 marzo 1845. Il seggio è rimasto vacante fino al Congresso successivo.                                                                                        | Seggio vacante          |                              |
| Florida (2)          | Nuovo seggio               | La Florida è stata ammessa come nuovo Stato dell'Unione il 3 marzo 1845. Il seggio è rimasto vacante fino al Congresso successivo.                                                                                        | Seggio vacante          |                              |

### Camera dei rappresentanti
| Distretto                         | Membro precedente         | Ragione del cambiamento                                                                                               | Successore                | Data della successione        |
| --------------------------------- | ------------------------- | --- | ------------------------- | ----------------------------- |
| 10° Massachusetts                 | Barker Burnell (W)        | Burnell è deceduto il 15 giugno 1843                                                                                  | Joseph Grinnell (W)       | Insediato il 7 dicembre 1843  |
| At-large Georgia                  | Mark A. Cooper (D)        | Cooper si è dimesso il 26 giugno 1843, dopo la sua candidatura a governatore della Georgia.                           | Alexander H. Stephens (W) | Insediato il 2 ottobre 1843   |
| At-large Georgia                  | John B. Lamar (D)         | Lamar si è dimesso il 29 luglio 1843.                                                                                 | Absalom H. Chappell (W)   | Insediato il 2 ottobre 1843   |
| At-large George                   | John Millen (D)           | Millen è deceduto il 15 ottobre 1843.                                                                                 | Duncan L. Clinch (W)      | Insediato il 15 febbraio 1844 |
| 7° Virginia                       | Henry A. Wise (D)         | Wise si è dimesso il 12 febbraio 1844, dopo essere nominato ambasciatore in Brasile.                                  | Thomas H. Bayly (D)       | Insediato il 6 maggio 1844    |
| 21° Pennsylvania                  | William Wilkins (D)       | Wilkins si è dimesso il 14 febbraio 1844, dopo essere nominato Segretario alla guerra.                                | Cornelius Darragh (W)     | Insediato il 26 marzo 1844    |
| 5° Virginia                       | Thomas W. Gilmer (W)      | Gilmer si è dimesso il 16 febbraio 1844, dopo essere nominato Segretario alla marina.                                 | William L. Goggin (W)     | Insediato il 25 aprile 1844   |
| 13° Pennsylvania                  | Henry C. Frick (W)        | Frick è deceduto il 1º marzo 1844.                                                                                    | James Pollock (W)         | Insediato il 5 aprile 1844    |
| 10° Ohio                          | Heman A. Moore (D)        | Moore si è dimesso il 3 aprile 1844.                                                                                  | Alfred P. Stone (D)       | Insediato l'8 ottobre 1844    |
| 3° Alabama                        | Dixon H. Lewis (D)        | Lewis si è dimesso il 22 aprile 1844, dopo essere nominato senatore.                                                  | William L. Yancey (D)     | Insediato il 2 dicembre 1844  |
| 4° Louisiana                      | Pierre E.J.B. Bossier (D) | Bossier è deceduto il 24 aprile 1844.                                                                                 | Isaac E. Morse (D)        | Insediato il 2 dicembre 1844  |
| 20° New York                      | Samuel Beardsley (D)      | Beardsley si è dimesso il 29 febbraio 1844, dopo essere nominato giudice della Corte suprema dello Stato di New York. | Levi D. Carpenter (D)     | Insediato il 5 novembre 1844  |
| 21° Ohio                          | Henry R. Brinkerhoff (D)  | Brinkerhoff è deceduto il 30 aprile 1844.                                                                             | Edward S. Hamlin (W)      | Insediato l'8 ottobre 1844    |
| 12° Pennsylvania                  | Almon H. Read (D)         | Read è deceduto il 3 giugno 1844.                                                                                     | George Fuller (D)         | Insediato il 2 dicembre 1844  |
| At-large Territorio della Florida | David L. Yulee (D)        | Il seggio è eliminato dopo l'ammissione della Florida come Stato dell'Unione il 3 marzo 1845.                         | Seggio eliminato          |                               |
| At-large Florida                  | Nuovo seggio              | Il seggio è creato dopo l'ammissione della Florida come Stato dell'Unione il 3 marzo 1845.                            | Seggio vacante            |                               |

## Comitati
Qui di seguito si elencano i singoli comitati e i presidenti di ognuno (se disponibili).

### Senato
- Agriculture
  - Presidente: William Upham (W-VT)
- Audit and Control the Contingent Expenses of the Senate
  - Presidente: Benjamin Tappan (W-OH)
- Claims
  - Presidente: Ephraim H. Foster (W-TN)
- Commerce
  - Presidente: Jabez W. Huntington (W-CT)
- District of Columbia
  - Presidente: Jacob W. Miller (W-NJ)
- Engrossed Bills
  - Presidente: Benjamin Tappan (W-OH)
- Finance
  - Presidente: George Evans (W-ME)
- Foreign Relations
  - Presidente: William S. Archer (W-VA)
- Indian Affairs
  - Presidente: Albert S. White (W-IN)
- Judiciary
  - Presidente: John M. Berrien (W-GA)
- Manufactures
  - Presidente: James F. Simmons (W-RI)
- Military Affairs
  - Presidente: John J. Crittenden (W-KY)
- Militia
  - Presidente: Alexander Barrow (W-LA)
- Naval Affairs
  - Presidente: Richard H. Bayard (W-DE)
- Patents and the Patent Office
  - Presidente: Samuel S. Phelps (W-VT)
- Pensions
  - Presidente: Isaac C. Bates (W-MA)
- Post Office and Post Roads
  - Presidente: William D. Merrick (W-MD)
- Printing
  - Presidente: James F. Simmons (W-RI)
- Private Land Claims
  - Presidente: John Henderson (W-MS)
- Public Buildings
  - Presidente: William L. Dayton (W-NJ)
- Public Lands
  - Presidente: William Woodbridge (W-MI)
- Retrenchment
  - Presidente: James T. Morehead (W-KY)
- Revolutionary Claims
  - Presidente: Spencer Jarnagin (W-TN)
- Roads and Canals
  - Presidente: Augustus S. Porter (W-MI)

### Camera dei rappresentanti
- Agriculture
  - Presidente: Edmund Deberry (D-NC)
- Claims
  - Presidente: Joseph Vance (D-OH)
- Commerce
  - Presidente: Isaac E. Holmes (D-SC)
- District of Columbia
  - John Campbell (D-SC)
- Elections
  - Presidente: Lucius Q.C. Elmer (D-NJ)
- Expenditures in the Navy Department
  - Presidente: Amasa Dana (D-NY)
- Expenditures in the Post Office Department
  - Presidente: Alexander Harper (W-OH)
- Expenditures on Public Buildings
  - Presidente: Daniel P. King (W-MA)
- Foreign Affairs
  - Presidente: Charles J. Ingersoll (D-PA)
- Indian Affairs
  - Presidente: Cave Johnson (D-TN)
- Invalid Pensions
  - Presidente: Jacob Brinkerhoff (D-OH)
- Judiciary
  - Presidente: William Wilkins (D-PA), fino al 14 febbraio 1844
    - Romulus M. Saunders (D-NC), dal 14 febbraio 1844
- Manufactures
  - Presidente: Jacob Collamer (W-VT)
- Military Affairs
  - Presidente: Hugh A. Haralson (D-GA)
- Militia
  - Presidente: Ezra Dean (D-OH)
- Naval Affairs
  - Presidente: Henry A. Wise (D) (D-VA), fino al 12 febbraio 1844
    - William Parmenter (D-MA), dal 12 febbraio 1844
- Patents
  - Presidente: Alexander Harper (D-OH)
- Post Office and Post Roads
  - Presidente: George W. Hopkins (D-VA)
- Private Land Claims
  - Presidente: Edward Cross (D-AR)
- Public Buildings and Grounds
  - Presidente: Zadock Pratt (D-NY)
- Public Expenditures
  - Presidente: James G. Clinton (D-NY)
- Public Lands
  - Presidente: John W. Davis (D-IN)
- Revisal and Unfinished Business
  - Presidente: Elisha R. Potter (LO-RI)
- Revolutionary Claims
  - Presidente: Richard D. Davis (D-NY)
- Revolutionary Pensions
  - Presidente: George O. Rathbun (D-NY)
- Roads and Canals
  - Presidente: Robert D. Owen (D-IN)
- Rules (select committee)
  - Presidente: Henry A. Wise (D-VA), fino al 12 febbraio 1844
    - John Quincy Adams (W-MA), dal 12 febbraio 1844
- Territories
  - Presidente: Aaron V. Brown (D-TN)
- Ways and Means
  - Presidente: James I. McKay (D-NC)

### Comitati bicamerali (Joint)
- Enrolled Bills
- Smithsonian Bequest